# Graham Bond
Graham Bond (28. října 1937 – 8. května 1974) byl britský hudebník – hráč na různé klávesové nástroje (varhany, Mellotron) a saxofon. Počátkem šedesátých let hrál s Donem Rendellem a v roce 1963 se stal členem skupiny Blues Incorporated kytaristy Alexise Kornera. Později měl vlastní skupinu nazvanou The Graham Bond Organisation a spolupracoval se skupinou Ginger Baker's Air Force.